# 大沢基実
大沢 基実（おおさわ もとざね）は、江戸時代前期の旗本。

## 略歴
貞享4年（1687年）、高家旗本大沢基明の長男として誕生した。母は本庄宗資の娘。
元禄4年（1691年）に父基明の死去により4歳で家督を相続し寄合に列した。
元禄12年（1699年）に初めて徳川綱吉に御目見えしたが、翌13年（1700年）に14歳で早世した。
基実には後継者がいなかったため采地2千石は収公されたが、母方の大伯母にあたる桂昌院の要請で、基実の従兄弟である英晴（内藤信常の子）が3百俵を与えられ家名を継いだ。